# Application-specific integrated circuit
Pour les articles homonymes, voir ASIC.

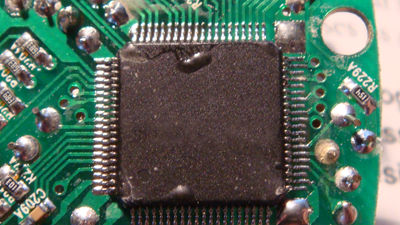
Un ASIC.

Un ASIC (acronyme de l'anglais application-specific integrated circuit, littéralement « circuit intégré propre à une application ») est un circuit intégré spécialisé.
En général, il regroupe sur la même puce un grand nombre de fonctionnalités uniques[pas clair] ou sur mesure.

## Présentation

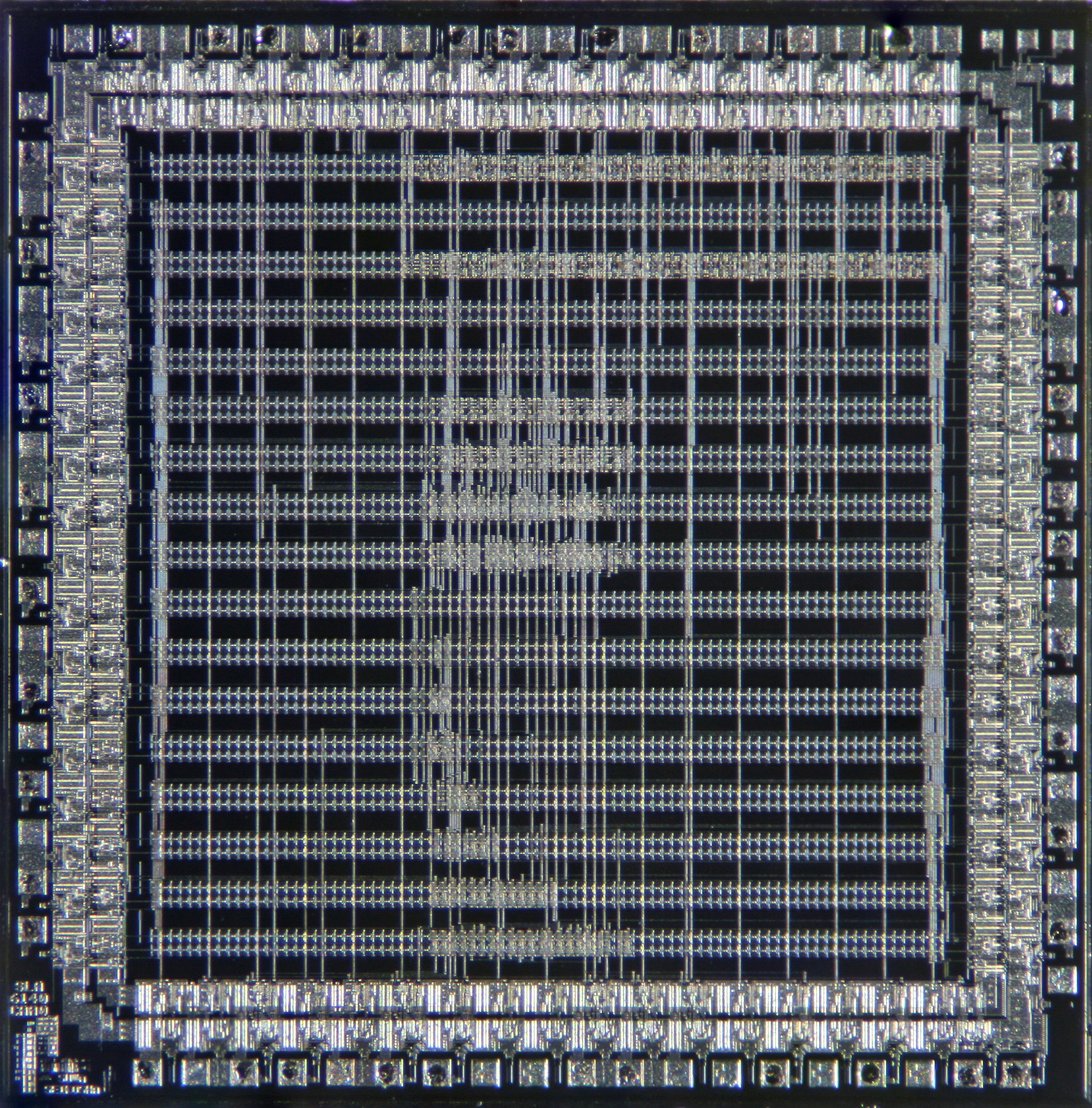
Autre exemple de puce ASIC.

L'intérêt de l'intégration est de réduire les coûts de production et d'augmenter la fiabilité. Avantage pour le maître d'œuvre : un contrôle total du produit et un coût de production réduit. Inconvénients : un coût de développement élevé voire très élevé (notamment pour la fabrication des masques de gravure) et un délai de développement de plusieurs mois.
En raison du coût initial important, la production d'ASIC est généralement réservée à de gros volumes (>100 000 pièces par an), sauf lorsque le sur-mesure est indispensable. Dans ce cas, le fabricant rattrape le coût de son investissement par un prix de vente plus élevé.
On qualifie les gros ASIC de SoC (en anglais system on a chip) lorsqu'ils intègrent processeur(s), interfaces, mémoire, etc., totalisant plusieurs millions de portes logiques, et qu'ils assurent la quasi-totalité des fonctions de la carte.

## Historique
Le développement se faisait (dans les années 1970-1980) en dessinant les motifs des circuits servant à fabriquer les masques par un procédé photographique. Aujourd'hui, on développe un circuit électronique numérique en utilisant un langage de description de matériel (VHDL, Verilog ou encore SystemC) qui est ensuite compilé par synthèse logique pour produire automatiquement le dessin du circuit. On utilise les mêmes langages de description pour réaliser des prototypes et des préséries avec des composants logiques programmables ou FPGA.